# Bal oldal (címertan)
A bal oldal a heraldikában az az oldal, melyet a normális szóhasználatban a jobb oldalnak neveznek. A címertanban tehát az oldalak felcserélődnek, mert a heraldikai ábrázolásokat a címerviselő szemszögéből vizsgáljuk, azaz a címer tulajdonosának nézete élvez elsőbbséget. A bal oldal a heraldikai jobb oldalhoz képest a másodlagos, a kevésbé előkelő oldal, mert egyfajta balszerencsére vagy előnytelen tulajdonságra utal. A címerképek szokásos módon szintén jobbfelé néznek, futnak, ugranak stb. A címerleírásban csak azt kell megemlíteni, ha a helyzetük vagy pózuk nem szokványos, azaz balra néznek, futnak, ugranak stb.
A bal oldal más fogalmakkal is kifejezhető. Így például a hasított pajzsban a bal oldali mezőre a hátul (de: hinten), hátsó, külső szavak is alkalmazhatók. A modern nemzetközi heraldika a sinister elnevezést használja a bal oldalra.